# Tagore Trajano
Tagore Trajano de Almeida Silva (Salvador, 18 de Maio de 1984) é advogado e professor brasileiro, fazendo parte do grupo de professores pioneiros na ampliação de direito fundamentais para além da espécie humana. Trabalha no campo de estudo denominado Direito Animal.
Atualmente, é Professor Adjunto da Universidade Federal da Bahia (UFBA), onde leciona o Curso de Direito Ambiental para a graduação e pós-graduação (mestrado e Doutorado) e, também, do Programa de Pós-Graduação em Direito da Universidade Católica do Salvador (UCSAL). 

## Carreira
Bacharel em Direito (2007), pela Universidade Federal da Bahia, instituição da qual obteve seu mestrado (2009),  e doutorado (2013). Durante seus estudos, tem se especializado no campo do Direito Animal, Constitucional e Ambiental, rediscutindo a Teoria Geral do Direito para incluir na esfera de consideração jurídica novos seres, tais como os não-humanos.
Ainda durante os estudos do Mestrado, estudou com o Professor David Favre, sendo visiting Scholar na Michigan State University, instituição que se tornaria fundamental para a publicação on-line da Revista Brasileira de Direito Animal, a qual coordena junto com os Professores Heron Gordilho e Luciano Santana.
Como resultado dessas pesquisas publicou o livro Animais em juízo, em que rediscute os conceitos de sujeito de direito, personalidade e capacidade jurídica, demonstrando, através de uma Hermenêutica Evolutiva, a possibilidade dos animais serem considerados sujeitos de direito.
Atuando como pesquisador visitante, promoveu o intercâmbio de pesquisadores entre Brasil e China na Universidade de Ciência e Tecnologia da China (USTC) junto com o professor Song Wei. Na ocasião, pôde debater temas relacionados ao direito ambiental e às diferenças dos sistemas jurídicos e culturais do oriente e do ocidente.
Na condição de divulgador do Direito Animal no Brasil, Tagore Trajano foi presidente do Instituto Abolicionista Animal entre os anos de 2010 a 2014.
Em 2013, defendeu a tese de doutorado sob o título: Direito Animal e Ensino Jurídico: formação e autonomia de um saber pós-humanista, evidenciando a necessidade da criação da cadeira de Direito Animal nas Faculdades de Direito como uma forma de superação da crise no paradigma jurídico atual. Para o autor, com o rompimento do paradigma antropocêntrico parte-se para um momento de novas respostas e alternativas pedagógicas do direito a possibilitar a ampliação da consideração jurídica para outros seres antes não pensados.
Para tanto, evidencia em sua tese quatro princípios que regem o Direito Animal como disciplina jurídica: 
- 1) Dignidade Animal;
- 2) Antiespecismo (igualdade interespécies);
- 3) Não-violência (respeito); e
- 4) Veganismo (não-instrumentalização).

Estes princípios fundamentam o novo tipo de relação jurídica entre humanos e não-humanos.
Entender a temática animal no contexto global foi o objeto de estudo durante seu estágio pós-doutoral realizado junto com o Professor David Nathan Cassuto na Pace Law School, em Nova Iorque. Nesta instituição, participa do Brazil-American Institute for Law and Environment (BAILE), onde exerce a função de Coordenador Regional para estudos brasileiros, analisando questões relacionadas ao desenvolvimento hídrico, a pobreza e desenvolvimento social.
No âmbito acadêmico, Tagore Trajano leciona e desenvolve pesquisas em direito animal na Graduação e na Pós-Graduação em Direito da UFBA e na  UCSAL, onde nesta se restringe a atuar no Mestrado em Direito da instituição, integrando a linha de pesquisa "Bioética, Alteridade e Meio Ambiente Social".

## Atuação Internacional
Brazilian Animal Law Overview: Balancing Human And Non-Human Interests foi o primeiro texto do autor em âmbito internacional. Publicada na renomada revista da Universidade do Estado de Michigan, Journal of Animal Law, em 2010, o professor descreve a forma que o ordenamento jurídico brasileiro trata os animais, evidenciando os principais antecedentes das cortes brasileiras e prevendo uma mudança de postura por parte dos operadores do direito após a promulgação da Constituição de 1988.
Com a publicação de Origins and Development of Teaching Animal Law in Brazil publicado na Pace Environmental Law Review, a doutrina brasileira sobre o Direito Animal foi apresentada às instituições estrangeiras, colaborando com o início do debate sobre a necessidade do ensino da disciplina nas faculdades de direito do país. A partir de então, cursos sobre a matéria começaram a ser inseridas nos currículos das faculdades brasileiras, tornando-se uma realidade no ensino jurídico brasileiro. Hoje, faculdades como: Universidade Federal da Bahia, Universidade Federal do Rio de Janeiro, Universidade Federal de Santa Maria dentre outras já ensinam a disciplina.
O Ensino do Direito Animal foi o tema da aula magna dada pelo Professor no 2º Global Animal Law Conference, realizado em Barcelona. A importância de centros de pesquisa na área de direito animal e o enfoque no intercâmbio de conhecimento entre brasileiros, norte-americanos e europeus foram os pontos de destaque.
Em 2016, representa a América Latina e o Brasil na coletânea Animal Law and Welfare - International Perspectives publicado pela Springer e coordenada por Debarah Cao e Steven White. Com o artigo The Constitutional Defense of Animals in Brazil, evidencia a necessidade de uma mudança de perspectiva em relação aos animais e, também, aos demais seres vivos, ao interpretar a constituição brasileira. A Constituição de 1988 traz elementos Pós-humanos que possibilitam o reconhecimento dos demais seres como sujeitos de direitos fundamentais.

## Congressos de Bioética e Direito Animal

Terceiro Congresso Mundial realizado na UFPE em 2012

Ficou conhecido pela sua atuação na promoção da temática da Bioética e Direito Animal no Brasil., sendo, juntamente com Heron Gordilho, Luciano Rocha Santana e outros, um dos teóricos da Escola Baiana de Direito Animal.
Desde 2008, vem colaborando com a organização e difusão do tema, promovendo por meio do IAA, alternativamente a cada dois anos, o Congresso Mundial de Bioética e Direito Animal, bem como o Congresso Brasileiro de Bioética e Direito Animal, este realizado em conjunto com o Congresso Mundial de Bioética e Direito Animal.
Ambos os eventos vêm ao decorrer dos anos reunindo centenas de pessoas, estudantes e professores, em diferentes capitais para debater questões importantes relacionadas ao status jurídico dos seres vivos e sua repercussão na sociedade pós-humanista atual.
Tendo como partida o ano de 2008, observa-se que aconteceram mais de cinco congressos mundiais que tiveram como sede as cidades de Curitiba, Brasília, Recife e Salvador, além de cinco congressos brasileiros. O objetivo do evento é promover a temática animal, evidenciando questões atuais sobre os direitos dos animais. Dentre os exemplos que podem ser trazidos, destacam-se: a) o debate sobre habeas corpus para grandes primatas; b) manifestações culturais cruéis com animais como o caso da vaquejada, rinhas de galo e farra do boi.
A partir de 2019, com a quinta edição do Congresso Brasileiro de Bioética e Direito Animal, que abarcou também a segunda edição do Congresso Latino-americano de Bioética e Direito Animal, realizado no campus da Universidade Federal de Sergipe (UFS)  em São Cristóvão/SE, foi instituído o Prêmio Tobias Barreto de Direito Animal, premiando os melhores artigos científicos apresentados durante o evento.

## Publicações

### Livros e capítulos publicados
- TRAJANO, Tagore. The Constitutional Defense of Animals in Brazil. In: CAO, Debarah; WHITE, Steven. (Org.). Animal Law and Welfare - International Perspectives. 1ed.New York: Springer, 2016, v. 53, p. 181-193.
- SILVA, T. T. A. ou TRAJANO, Tagore. Direito Animal e ensino jurídico: formação e autonomia de um saber pós-humanista. 1. ed. Salvador: Evolução, 2014. 331p . (editora própria)
- SILVA, T. T. A. ou TRAJANO, Tagore. Animais em juízo: direito, personalidade jurídica e capacidade processual. 1. ed. Salvador: Evolução, 2012. 232p . (editora própria)

### Principais artigos publicados
- MARINS, R. M. M. B. ; MACHADO, C. A. A. ; SILVA, T.T.A. . Por uma ética fraternal na Contemporaneidade: uma nova leitura das relações jurídicas. Revista Jurídico Luso-Brasileira, v. 03, p. 605-627, 2017.
- GORDILHO, Heron J. S. ; SILVA, T.T.A. ; RAVAZZANO, F. . Animais e a Hermenêutica Constitucional Abolicionista. Revista Acadêmica - Faculdade de Direito do Recife, v. 88, p. 120-144, 2016.
- SILVA, T.T.A.; VIEIRA, L. C. A. . A Inconstitucionalidade da Vaquejada: uma análise da dignidade animal sobre a ADI nº 4983 e a lei estadual nº 15.299/13. Amazon's Research and Environmental Law, v. 04, p. 42-60, 2016.
- MENESES, R. C. C. ; SILVA, T.T.A. . O Especismo Como Argumento Filosófico da Não Aceitação do Animal Como Sujeito de Direitos. Revista de Biodireito e Direito dos Animais, v. 02, p. 218-234, 2016.
- TRAJANO, Tagore. Direito Animal e Pós-Humanismo: Formação e Autonomia de um Saber Pós-Humanista. Revista Jurídica Luso-Brasileira, v. 02, p. 2001-2066, 2015.
- BRAZ, L.C.F.S. ; SILVA, T.T.A. . O Processo de Coisificação Animal Decorrente da Teoria Contratualista Racionalista e a Necessária Ascensão de Um Novo Paradigma. Revista Brasileira de Direito, v. 11, p. 44-52, 2015.
- OLIVEIRA, I. M. ; SILVA, T. T. A. ou TRAJANO, Tagore ; LIMA, K. J. M. . A imolação nas liturgias de matriz africana: reflexões sobre colisão entre liberdade religiosa e proteção dos direitos dos animais não-humanos. Revista do Programa de Pós-Graduação em Direito da Universidade Federal da Bahia, v. 25, p. 285-314, 2015.
- TRAJANO, Tagore. Princípios de proteção animal na Constituição de 1988. Revista de Direito Brasileira, v. 11, p. 62-105, 2015.
- SILVA, T. T. A. ou TRAJANO, Tagore. Origins and Development of Teaching Animal Law in Brazil. Pace Environmental Law Review, v. 31, p. 498-526, 2014.
- SILVA, T. T. A. ou TRAJANO, Tagore. Teoria da Constituição: Direito Animal e Pós-Humanismo. Revista do Instituto do Direito Brasileiro da Faculdade de Direito da Universidadede Lisboa - RIDB, v. 10, p. 11683-11732, 2013.
- SILVA, T. T. A. ou TRAJANO, Tagore. Direito Animal e Pós-humanismo: formação e autonomia de um saber pós-humanista. Revista Brasileira de Direito Animal, v. 14, p. 161-262, 2013.
- SILVA, T. T. A. ou TRAJANO, Tagore. O ensino do Direito Animal: um panorama global. Revista de Direito Brasileira, v. 6, p. 232-272, 2013.
- SILVA, T. T. A. ou TRAJANO, Tagore . Brazilian Animal Law Overview: Balancing Human And Non-Human Interests. In: David Favre. (Org.). Journal of Animal Law. East Lansing: Michigan State University College of Law, 2010, v. 06, p. 81-104.
- GORDILHO, Heron José de Santana ; SILVA, T. T. A. ou TRAJANO, Tagore . Animais em juízo: direito, personalidade jurídica e capacidade processual. Revista de Direito Ambiental, v. 65, p. 333-363, 2012.
- GORDILHO, Heron José de Santana ; SILVA, T. T. A. ou TRAJANO, Tagore . Habeas Corpus para os grandes primatas. Revista do Instituto do Direito Brasileiro da Faculdade de Direito da Universidade de Lisboa - RIDB, v. 04, p. 2077-2114, 2012.
- SILVA, T. T. A. ou TRAJANO, Tagore ; LANGERHORST, Victor Vendramini ; BRAGA, Sérgio Waxman. . Fundamentos do direito animal constitucional. Revista Brasileira de Direito Animal, v. 10, p. 235-276, 2012.
- SILVA, T. T. A. ou TRAJANO, Tagore . Introdução aos direitos dos animais. Revista de Direito Ambiental, v. 62, p. 141-168, 2011.
- SILVA, T. T. A. ou TRAJANO, Tagore ; GORDILHO, Heron José de Santana . Eficácia dos direitos fundamentais e justiça distributiva: o interesse público como problema jurídico nos tratamentos de saúde. Jurispoiesis (Rio de Janeiro), v. 14, p. 149-176, 2011.
- SILVA, T. T. A. ou TRAJANO, Tagore . Constitucionalização dos direitos dos animais. Revista da Faculdade de Direito (Faculdade Maurício de Nassau), v. 05, p. 217-236, 2010.
- SILVA, T. T. A. ou TRAJANO, Tagore . Antivivisseccionismo e direito animal: em direção a uma nova ética na pesquisa científica. Revista de Direito Ambiental, v. 53, p. 261-311, 2009.
- SILVA, T. T. A. ou TRAJANO, Tagore . Capacidade de ser parte Dos Animais Não-Humanos: Repensando os Institutos da Substituição e Representação Processual. Revista Brasileira de Direito Animal, v. 05, p. 267-296, 2009.
- SILVA, T. T. A. ou TRAJANO, Tagore . A Lei Arouca: ainda continuamos a realizar pesquisas com animais. Pensata Animal, v. 17, p. 01-06, 2008.
- SILVA, T. T. A. ou TRAJANO, Tagore . Direito animal e hermenêutica jurídica da mudança:a inserção da linguagem dos movimentos sociais em um novo significado jurídico. Revista Brasileira de Direito Animal, v. 04, p. 247-264, 2008.
- SILVA, T. T. A. ou TRAJANO, Tagore ; SOUZA, A. S. . APROPRIAÇÃO DOS ESPAÇOS PÚBLICOS DURANTE O CARNAVAL DE SALVADOR (SSA), BAHIA, BRASIL Síntese das Desigualdades Sociais. Revista jurídica dos formandos em direito da UFBA, v. 11, p. 359-383, 2008.
-  SILVA, T. T. A. ou TRAJANO, Tagore ; NORONHA. Ceci Vilar . Formas de violência extralegal: linchamentos e execuções sumárias. Revista do Cepej, v. 08, p. 355-369, 2007.
- SILVA, T. T. A. ou TRAJANO, Tagore . Direito animal e os paradigmas de Thomas Kuhn: Reforma ou revolução científica na teoria do direito?. Revista Brasileira de Direito Animal, v. 03, p. 239-270, 2007.
- SILVA, T. T. A. ou TRAJANO, Tagore ; SANTANA. Heron José ; SANTANA. Luciano Rocha ; VIDA. Samuel Santana et al. Habeas Corpus em favor da Chimpanzé Suíça. Revista Brasileira de Direito Ambiental, v. 04, p. 225-247, 2005.